# Direct Internet Message Encapsulation
Direct Internet Message Encapsulation (DIME) ist ein von Microsoft vorgeschlagenes Nachrichtenformat für die Übertragung binärer Nachrichten mit SOAP. Es wurde inzwischen jedoch zugunsten von MTOM für obsolet erklärt.
DIME ist ein kompaktes, binäres Nachrichtenformat, das verwendet werden kann, um ein oder mehrere anwendungsspezifische Informationen von beliebiger Art und Größe in einem einzelnen Nachrichtenkonstrukt zusammenzufassen. Jede Information ist durch den Typ, die Länge und einen optionalen Bezeichner beschrieben.
Sowohl URIs als auch MIME Medientyp-Konstrukte werden als Typenbezeichner unterstützt. Die Nutzlast pro Dateilänge ist ein Ganzzahl-Wert (englisch „integer“), welcher die Anzahl der Bytes der Information anzeigt. Der optionale Nutzlast-Bezeichner ist ein URI, der Querverweise zwischen den Anhängen (Dateien oder andere Nutzlasten) ermöglicht.
DIME-Nutzlasten bzw. Anhänge enthalten möglicherweise verschachtelte DIME-Nachrichten oder Ketten von verbundenen Einheiten mit unbekannter Länge, zu der Zeit, wenn die Daten erzeugt werden.
DIME ist grundsätzlich ein Nachrichtenformat: Es liefert kein Konzept einer Verbindung oder eines logischen Kreislaufs, noch adressiert es Warteschlangenprobleme.

## Alternativen
Die im Januar 2005 angenommene Empfehlung des W3C für das Senden von Dateianhängen bei SOAP-Nachrichten ist der SOAP Message Transmission Optimization Mechanism (MTOM). Diese Empfehlung soll alle anderen üblichen Verfahren zur Übertragung binärer Daten, wie die Verwendung von CDATA-Blöcken, Base64-Kodierung, SOAP with Attachments, für die Kapselung der Daten in MIME Nachrichten, sowie auch DIME ablösen.